# Jason Castro
Jason Castro er en pop-sanger og sangskriver fra USA. Jason Castro har deltaget tv-programmet American idol.

## Diskografi
- Jason Castro (2010)
- Who I Am (2010)
- Only a Mountain (2013)